# Effective radiated power
Effective radiated power of ERP is een term uit de radiotelecommunicatie. Letterlijk vertaald betekent het 'effectief afgestraald vermogen'. 
De ERP komt overeen met het vermogen dat aan een halve-golflengtedipoolantenne toegevoerd zou moeten worden om dezelfde veldsterkte te bereiken op een gegeven afstand en richting van de zender. Daarmee kan worden nagegaan of op een bepaalde plaats goede ontvangst van het zendsignaal mogelijk is. Men moet daarnaast ook weten of er bepaalde obstructies zijn (heuvels, hoge flatgebouwen) tussen zender en ontvanger. De antennewinst (uitgedrukt in dB(d) oftewel de winst ten opzichte van een dipoolantenne) kan worden gebruikt om de ERP te berekenen. De ERP wordt berekend door de verliezen van een antennesysteem af te trekken van de winsten van datzelfde systeem. Met de ERP is te berekenen hoe sterk de veldsterkte is op een gegeven afstand van de zendantenne. De ERP is in het algemeen afhankelijk van de richting (N, NNW, NW, WNW, W, WZW ZW, etc). Ook als men probeert een rondstralende antenne te construeren, met in alle richtingen een even groot ERP, zijn er toch kleine variaties in antennewinst en dientengevolge in uitgestraald vermogen. In sommige toepassingen wordt de straling met opzet heel sterk in één richting gebundeld. Dat is bijvoorbeeld het geval bij straalverbindingen, waarbij het zendsignaal bestemd is voor één ontvangstantenne.

## Voorbeeld
Het uitgangsvermogen van een zender bedraagt 100 W. De verliezen in kabels tot aan de antenne bedragen 3 dB.  De winst van de antenne is +6 dB. Dan is:
ERP = 100 W + (−3 dB + 6 dB) = 100 W + 3 dB = 200 W.
De ERP kan worden gemeten door op vaste afstand van de zender de veldsterkte te meten. Dit kan bijvoorbeeld op 100 meter afstand met een helikopter (voor zendmasten met een hoogte van 100 tot 300 meter). De meetantenne moet zich in de beam van de zendantenne bevinden tijdens het meten.